# Форкетинья
Форкетинья (порт. Forquetinha) — муниципалитет в Бразилии, входит в штат Риу-Гранди-ду-Сул. Составная часть мезорегиона Восточно-центральная часть штата Риу-Гранди-ду-Сул. Входит в экономико-статистический микрорегион Лажеаду-Эстрела. Население составляет 2959 человек на 2006 год. Занимает площадь 92 км². Плотность населения — 31,6 чел./км².

## История
Город основан 16 апреля 1996 года.

## Статистика
- Валовой внутренний продукт на 2003 составляет 28 132 469,00 реалов (данные: Бразильский институт географии и статистики).
- Валовой внутренний продукт на душу населения на 2003 составляет 10 032,98 реала (данные: Бразильский институт географии и статистики).